# Notamacropus
Notamacropus (česky klokan, toto jméno je však používáno pro více různých rodů) je rod australských vačnatců z řádu dvojitozubci (Diprotodontia) a čeledi klokanovití (Macropodidae). Rod byl tradičně klasifikován coby podrod v rámci rodu Macropus. Studie z roku 2019 nicméně koncept původního rodu Macropus vyhodnotila jako parafyletický: jako sesterská skupina klokanů Notamacropus vycházel podle fylogenetických analýz samostatný rod Wallabia. Z tohoto důvodu došlo mj. k povýšení podrodu Notamacropus na samostatný rod.
Rod zahrnuje celkem osm recentních druhů klokanů. Klokan Greyův byl nicméně do konce první poloviny 20. století vyhuben evropskými kolonizátory.

## Seznam druhů
- Notamacropus agilis (Gould, 1842) – klokan hbitý
- Notamacropus dorsalis (G. R. Gray, 1837) – klokan hřbetopásý
- Notamacropus eugenii (Desmarest, 1817) – klokan dama
- † Notamacropus greyi (Waterhouse, 1846) – klokan Greyův
- Notamacropus irma (Jourdan, 1837) – klokan irma
- Notamacropus parma (Waterhouse, 1846) – klokan parma
- Notamacropus parryi (Bennett, 1835) – klokan Parryův
- Notamacropus rufogriseus (Desmarest, 1817) – klokan rudokrký